# Pauli Granfelt
 Pauli Henrik Granfelt, född 9 juli 1921 i Helsingfors, död 23 september 2005 i Helsingfors, var en finländsk musiker, arrangör och producent. 

## Biografi
Granfelt skolades från början inom den klassiska musiken, först av fadern och sedan av Leo Funtek och Aarre Merikanto. Granfelt ville varken ha anställning vid Nationaloperan eller stadsorkestern och fortsatte studera klassisk musik under lång tid. De första skivinspelningarna gjordes 1939 och under andra världskriget turnerade Granfelt på piano tillsammans med Joonas Kokkonen. Efter 1940-talet spelade Granfelt i Erkki Ahos, Osmo Aaltos och Toivo Kärkis orkester. Under början av 1950-talet var Granfelt ackompanjatör till Olavi Virta och under samma årtionde spelade han i radions dansorkester. Tillsammans med Humppa-Veikot gjorde Granfelt en resa till USA. Granfelt gjorde sig mest känd som violinist, men inledde sin karriär som trumpetist redan i Eugen Malmsténs orkester Rytmi-Pojat på 1930-talet.
Han är begravd på Malms begravningsplats i Helsingfors.